# 库尔图克 (斯柳江卡区)
库尔图克（羅馬化：Kultuk）是俄罗斯伊尔库茨克州的工人村（市级镇），属斯柳江卡区，在区行政中心斯柳江卡北、州府伊尔库茨克西南方。该地位于贝加尔湖畔，为湖畔最西端的聚居地，附近有同名湖湾。库尔图奇纳亚河（Култучная）与梅德良卡河（Медлянка）在该地附近注入贝加尔湖。
该地2021年人口有3,676人；2010年人口3,728；2002年人口4,262；1989年人口5,370。